# Christine de Pisan
Christine de Pisan (Velence, 1365 körül – 1429 körül) francia írónő.

## Élete
Apja, Tommaso da Pizzano tudós, elismert asztrológus és orvos gyerekkorában, 1368-ban magával vitte Párizsba, V. Károly udvarába. 1380-ban Étienne du Castel királyi jegyző és titkár felesége lett, akinek 1390-ben bekövetkezett halála után nagy szegénységben élt 3 gyermekével. Ezért kezdett el írással foglalkozni udvari megrendelői számára. 1399 tájától költészettel, majd prózával foglalkozott. 1418-ban legidősebb fiútestvére (róla nincsenek pontos adatok) szexuálisan zaklatta az akkor már özvegy Pisant, egyik lánya után ő is kolostorba vonult. Ott is halt meg 1429 körül.

## Művei
- 1404-ben Merész Fülöp burgundi herceg megrendelésére megírta az V. Károly francia király életéről szóló munkát.
- Heraldikai tárgyú műve a Livre des faits d'arme et de chevalerie (1408 vagy 1410), amely egyike a legkorábbi címertani tárgyú írásoknak. Ehhez Bartolo de Sassoferrato korábbi művét is felhasználta.

Kéziratai nem sokkal a megírását követően átkerültek Angliába. 1498-ban William Caxton elkészítette az első angol fordítását Book of Fayttes of Armes and of Chyvalrye címmel és VII. Henrik rendeletére ki is nyomtatta, mely valóságos bestseller volt a középkor végén. Honoré Bonethez hasonlóan, akitől szintén merített, a heraldika a műnek csak egy kis részét teszi ki, de tőle eltérően a címertan nem a szövegen belül van elszórva, hanem egy külön fejezetnek a végét alkotja.